# Мост Кошута (Дьёр)
Мост Кошута (венг. Kossuth híd) — мост через Мошонский Дунай в Дьере, существующий с 1929 года. Переброшен через Мошонский Дунай сразу после впадения в него Рабы, непосредственно ниже ее устья. Соединяет площадь Дунакапу в центральной части Дьера с площадью Калоци в предместье Дьера — Ревфалу, поэтому иногда называется также Ревфалуский мост.

## Название
Мост носит имя  Лайоша Кошута — выдающегося государственного деятеля Венгрии, одного из лидеров Венгерской революции 1848—1849 годов. Присвоено оно было в 1950 году, в рамках увековечения имен исторических деятелей, считавшихся прогрессивными с точки зрения государственной идеологии социалистической Венгрии.
Ранее мост назывался Ревфалуским (венг. Révfalui híd), поскольку ведёт из центральной части Дьера в Ревфалу — изначально самостоятельный населенный пункт, а с 1905 года в составе Дьера, его предместье на острове Сигеткёз (он же Малый Житный остров). Название «Ревфалуский мост» до сих пор распространено как в литературе (см., например, тексты, приведённые в главке «Ссылки»), так и в повседневном обиходе.

## История

### От парома до «Козьего моста»

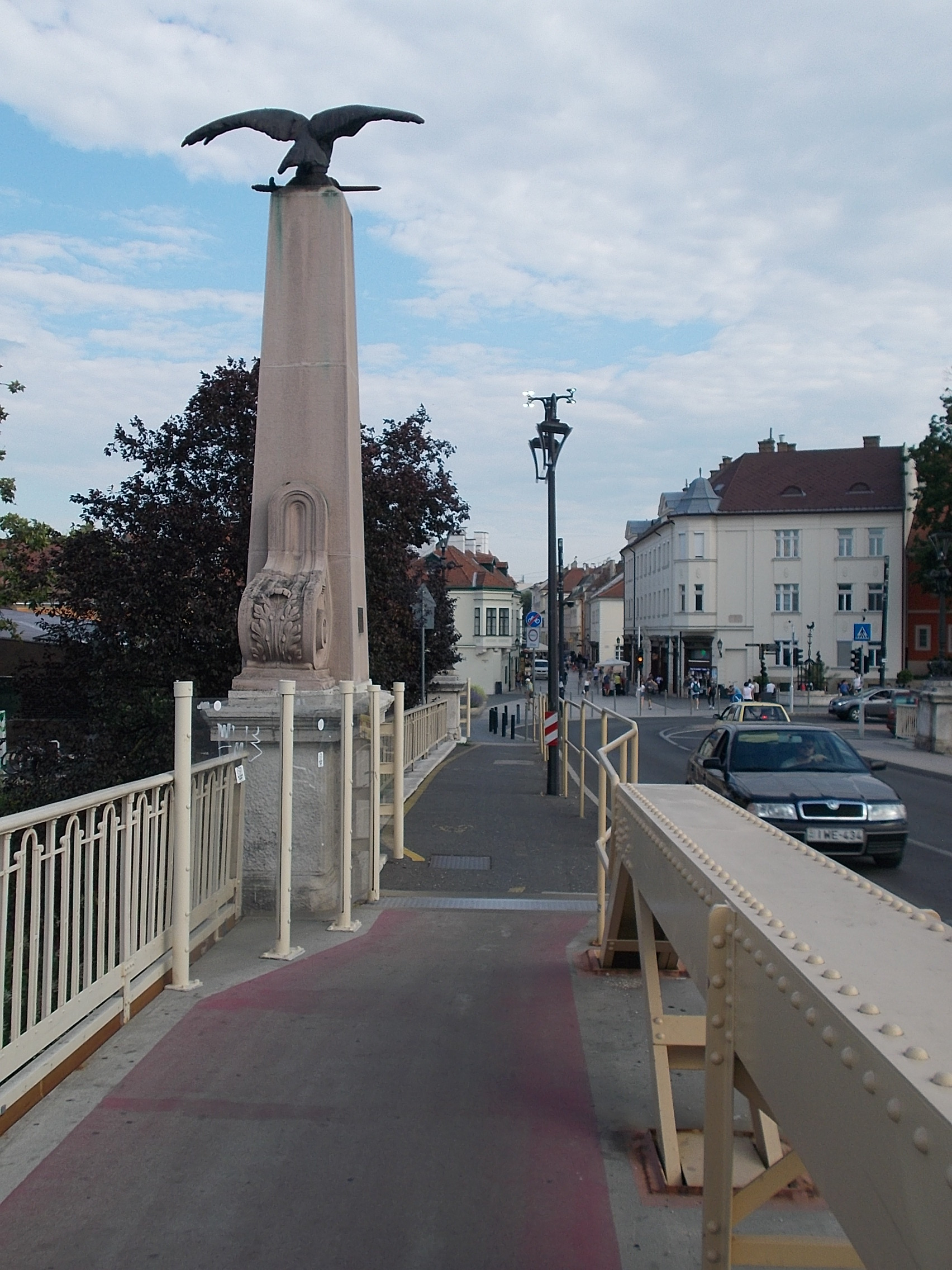
Обелиск с мифологической птицей Турул при въезде на мост

История переправы через Мошонский Дунай при впадении в него Рабы насчитывает более 700 лет. Первое упоминание о ней датируется 1296 годом, когда в своей Жалованной грамоте король Венгрии Андраш III пожаловал вновь занимающему кафедру епископу Дьёрскому Тивадару Тенгерди право взимания, на условиях откупа, с жителей Дьёра и окрестных деревень платы за пересечение Мошонского Дуная на пароме.
Впервые мост через Мошонский Дунай был наведён в 1809 году войсками Наполеона во время наступления на Вену в ходе Австро-французской войны. Мост этот был наплавным. Тем не менее, это было лишь временное сооружение, постоянный мост был наведён лишь в 1873 году, причём также наплавной, на 12 поставленных борт о борт судах, поэтому и получил название Корабельный мост (венг. Hajóhíd).
Однако эксплуатация наплавного моста оказалась достаточно дорогостоящей. Регулярно приходилось разбирать среднюю часть для пропуска судов, проходящих через Мошонский Дунай. Каждую осень из-за опасения возможного замерзания реки и весеннего наводнения, мост приходилось разбирать, а суда, поверх которых он был наведён, отправлять на прикол в Рабцу. Добавлялись сюда расходы по поновлению деревянных составляющих моста. И-за этого в конце XIX века городские власти приняли решение о строительстве постоянного деревянного моста. Что и было осуществлено в 1895 году. Строителями нового моста стали местные подрядчики братья Хетш.
Мост был главным образом пешеходным. Лишь в экстренных случаях разрешался проезд по мосту, и только в полицейской карете. При этом те, кто двигался по мосту со стороны Ревфалу в Дьер, должны были платить мостовую пошлину.
Новый мост имел весьма интересный вид. Круглые сваи, на которые опирался довольно узкий мост, были непропорционально высокими, чтобы обеспечит достаточный просвет над водой для прохода парусных судов. Кроме того, в 1903 году из Дьера в Ревфалу был протянут водопровод, магистральная труба диаметром в 300 мм пересекла Мошонский Дунай по существовавшему мосту. Для поддержания ее веса были вбиты дополнительные сваи, высоко поднимавшиеся над дорожным полотном моста, ради прочности скрепленные пересекавшимися крест-накрест тяжами. Из-за такого вида мост получил у местных жителей прозвание «Козий мост».

### Стальной мост — международный успех перед Второй мировой войной
Впрочем, городские власти Дьера еще в 1895 намеревались построить на этом месте металлический мост, для чего даже вступили в переговоры с руководством Ревфалу на тот момент самостоятельного населенного пункта. Однако Ревфалу не захотел участвовать в расходах на новую переправу — по крайней мере, в тех размерах, которые требовал с него Дьер.
Проблема разрешилась сама собой после включения Ревфалу в сорстав Дьера в 1905 году. В 1911 году начались проектные работы, первый проект моста был завершен в 1912 году, однако строительству помешала Первая мировая война и послевоенное состояние экономики Венгрии.
Лишь в 1925 году у Дьера появилась возможность изыскать средства на строительство нового Ревфалуского моста. Правительство Венгрии собиралось брать иностранные займы для пополнения государственного бюджета, и венгерские города могли подавать заявки на выделение полученных таким образом бюджетных средств на свои нужды. Дьер подал заявку на предоставление бюджетной субсидии целевым назначением на строительство стального моста через Мошонский Дунай — и она была удовлетворена.
Автором проекта нового моста стал известный венгерский инженер - мостостроитель Йожеф Беке, за архитектурный облик отвечал Йожеф Дери, являвшийся на тот момент городским техническим советником Дьера.
Йожеф Беке был одним из пионеров в создании методов расчета железобетонных конструкций, принимал участие в проектировании ряда мостов через Дунай в Будапеште, таких, как Мост Франца-Иосифа (ныне Мост Свободы),  старый мост Эржебет и реконструированного моста Маргит. Проект Ревфалуского морста через Мошонский Дунай в Дьере стал главной самостоятельной работой Беке и принёс ему европейскую славу перед Второй мировой войной.
В качестве конструктивной схемы моста им была выбрана так называемая схема Лангера — сегментная арка с затяжкой мощной продольной балкой, с ездой понизу. При этом данный мост обладал двумя особенностями. Во-первых, несущие конструкции были сделаны из катаной высокоуглеродистой стали, в отличие от традиционно применявшейся до того обычной Конструкционной стали, что дало при требуемой прочности существенное уменьшение веса конструкции: металлические части моста весили всего 361,433 тонны при общей длине моста 125,6 м, ширине 12,1 м и высоте арок 15,6 м. Во вторых, несущие балки моста, «затягивающие» арки, сделаны не прямыми, а симметрично ломаными, каждая из половин поднимается с уклоном 3,2 процента к точке излома в середине моста, поднятой приблизительно на 2 м над горизонтальным уровнем. Такая форма более равномерное распределение в затягивающей балке нагрузок, передаваемых с арок вертикальными тяжами. После того, как о мосте было сделано сообщение на Конференции 1928 года Международной ассоциации по мостостроению и структурной инженерии в Вене, подобные мосты стали строиться в различных местах Австрия и Германии.
Новый Ревфалуский мост был открыт в июле 1928 года. Строительство его обошлось в 292 000 пенгё. Ажурные арки нового моста стали одной из визитных карточек Дьера.

### Разрушение в конце войны и послевоенное восстановление
В конце Второй мировой войны 28 марта 1945 года отступающие немецкие войска взорвали Ревфалуский мост. Арка разломилась почти посредине на две части, которые упали в реку. Попытки поднять их в феврале 1947 году с оставленной немцами бетонной баржи оказались безуспешными, удалось приподнять их всего на 20 сантиметров над рекой, после чего тросы подъёмных устройств не выдержали, и обломки снова упали в реку. Понадобились водолазные работы и подводные взрывы, чтобы разделить взорванные конструкции на более мелкие части, которые были подняты в период с 8 по 31 декабря 1947 года.
Мост был восстановлен менее чем за два года, в декабре 1949 года по нему было открыто пешеходное движение, а в марте 1950-го и автомобильное. При восстановлении была использована приблизительно половина прежних металлоконструкций, недостающие были изготовлены на местном вагоностроительном заводе. Стоимость восстановления составила 2 миллиона форинтов. Мост сохранил прежний силуэт. Единственным изменением по сравнению с довоенным состоянием стало увеличение ширины проезжей части на полметра, кроме того, в недостаточной мере была восстановлена гидроизоляция мостового пролёта.
Восстановленный мост получил имя Лайоша Кошута

### Реконструкция 1978 года и современное состояние
Уже в середине 1970-х годов стало заметным аварийное состояние моста, однако приступить к его реконструкции стало возможным 
только после строительства нового моста через Мошонский Дунай — моста Сеченьи. К реконструкции приступили в 1980 году.
Металлические балки были заменены на железобетонные, таким образом, мост стал, по сути, балочным, арки остались второстепенными 
и усиливающими элементами. Архитектурное оформление моста осталось прежним. Реконструкция была завершена в 1981 году. Ее стоимость составила 21 миллион форинтов.

### Архитектура, окружение и виды с моста
Устои моста по обоим берегам Мошонского Дуная украшены обелисками, увенчанными деревянными скульптурами птиц Турул из венгерской мифологии. С моста на запад открывается прекрасная панорама Мошонского Дуная с расположенными ниже по течению другими городскими мостами. При этом хорошо видно, как желтоватые воды Рабы постепенно сливаются с голубоватыми водами Мошонского Дуная.